# Längenfeldgasse (metropolitana di Vienna)
Längenfeldgasse è una stazione delle linee U4 e U6 della metropolitana di Vienna situata nel 12º distretto. 

## Descrizione
La stazione si estende tra Längenfeldgasse e Storchengasse, parallelamente a Schönbrunner Straße e al fiume Vienna. È l'unica stazione della metropolitana di Vienna in cui due linee si incrociano allo stesso livello. 
Sono presenti due piattaforme parallele di accesso ai treni, con binari a entrambi i lati. Ogni piattaforma è servita dai treni delle due linee. I due binari più interni, con alimentazione a conduttore centrale, sono utilizzati dai treni della linea U4 mentre i due binari più esterni, con alimentazione a linea aerea, sono utilizzati dai treni della linea U6.

## Storia
La stazione di Längenfeldgasse è stata inaugurata il 7 ottobre 1989 e si trova solo circa 400 metri più a est dell'adiacente stazione di Meidling Hauptstraße della linea U4. Per realizzare la stazione, è stato necessario abbattere la rampa su arcate della vecchia Stadtbahn elettrificata in direzione di Meidling Hauptstraße e demolire il piccolo quartiere urbano che si trovava lungo la Dunklergasse.

## Ingressi
- Längenfeldgasse
- Bruno-Pittermann-Platz